# Uracanthus gigas
Uracanthus gigas là một loài bọ cánh cứng trong họ Cerambycidae.